# Catagramma hyponigra
Catagramma hyponigra är en fjärilsart som beskrevs av Friedrich Wilhelm Niepelt 1920. Catagramma hyponigra ingår i släktet Catagramma och familjen praktfjärilar. Inga underarter finns listade i Catalogue of Life.